# Szalay László (jogász, 1813–1864)
Kéméndi Szalay László (Buda, 1813. április 18. – Salzburg, 1864. július 17.) magyar történetíró, jogász, liberális politikus és publicista, az MTA tagja és főtitkára (1861), a modern magyar történettudomány egyik megalapozója.

## Származása
Az előkelő nemesi származású kéméndi Szalay család sarja. Nemesi hivatalnok-értelmiségi családból származott, apja Kéméndi Szalay Péter (1763–1825) magyar királyi helytartósági elnöki titkár és anyja Rudolp Teréz (1774–1848) volt. Bátyja Szalay Ágoston (Buda, 1811. október 24. – Budapest, 1877. május 5.) táblai tanácselnök, történetbúvár, az MTA rendes tagja. Apja halála után polgári származású anyja, Rudolph Teréz nevelte.

## Életpályája

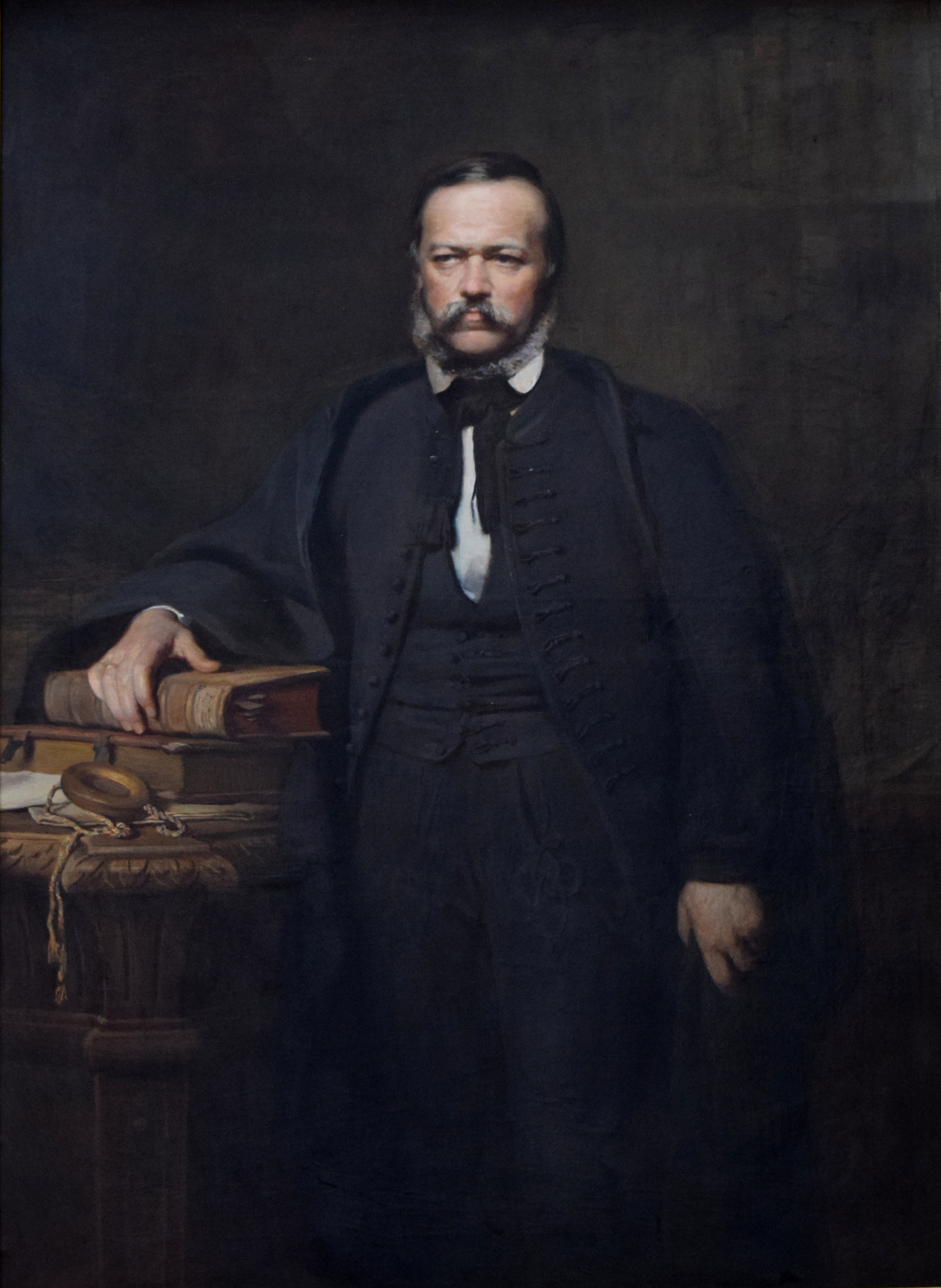
Székely Bertalan: Szalay László

A pesti egyetem jogi és bölcsészeti karán végzett, ahol Horvát Istvántól vett oklevéltani órákat. Ezután Kölcsey Ferencnél volt joggyakornok. 1833-ban ügyvédi oklevelet szerzett, de ügyvédi gyakorlatot nem folytatott, az 1830-as évek végére elismert jogi szakíró, liberális publicista vált belőle.  Eötvös József baráti köréhez tartozott, a reformellenzék centralista csoportjába. 1836-39 között külföldi tanulmányútján tanulmányozta Ausztria, Németország, Belgium, Franciaország, Svájc, Anglia polgári jogintézményeit. 1836-tól lett az MTA levelező tagja, 1837-től a Kisfaludy Társaság tagja, az MTA segédjegyzője és levéltárnoka, 1838-tól a törvénytudományi osztály rendes tagja. Akadémiai székfoglaló értekezése Kollár Ádám Ferenc jogtudósi munkásságáról szólt, ugyanott részt vett Werbőczy István Hármaskönyvének (Tripartitum) fordításában. 1840-ben a büntető törvénykönyv kidolgozására kiküldött országos választmány jegyzője volt, részt vett a javaslat elkészítésében és szerkesztésében, a haladó eljárásjogi tervezetek kidolgozásában  (esküdtszék, nyilvánosság, szóbeliség, kétoldalú meghallgatás). 1843-ban Korpona város követeként országgyűlési felszólalásában ékesszólóan szállt síkra a városok jogaiért és a népképviseleti hatalomgyakorlásért. Az 1843/4-es országgyűlésen a centralista Pesti Hírlap országgyűlési tudósítója volt, majd 1844. július 1-jén Kossuth Lajostól átvette a Pesti Hírlap szerkesztését, amit 1844-45 között folytatott. Bár vezércikkei a polgári parlamentarizmus, a közigazgatás és államszervezés kiépítésének mélyenszántó elvi és gyakorlati útmutatásai voltak, Kossuth lelkesítő cikkei után az ő elvontabb fejtegetései csak szűkebb körben arattak sikert. Később is, miután szerkesztőként Csengery Antal váltotta őt, a hírlap főmunkatársa és vezető beosztású dolgozója maradt.
1845. augusztus 2-án feleségül vette Máy József ügyvéd özvegyét, leánykori nevén Békeffy Franciskát.
Az 1848–49-es forradalom és szabadságharc idején a Deák Ferenc vezette igazságügyminisztérium kodifikációs osztályának vezetője, majd 1848 júniusában Pázmándy Dénessel a német egység ügyében követként küldték ki a frankfurti parlamenthez. Augusztus végén a német birodalmi kormány az önálló magyar állam követeként, hivatalosan is fogadta Szalayt. Később Párizsban és Londonban is képviselte a magyar kormányt. A szabadságharc bukása után a történettudománynak szentelte magát. Svájcba emigrált, itt Zürichben és Rohrschachban élt, Magyarország történetét feldolgozó munkáját írta. 1855-ben tért haza Pestre. 1861-től Pest város lipótvárosi kerületének országgyűlési képviselője, Deák Ferenc híve volt. 1861-től haláláig volt a Magyar Tudományos Akadémia főtitkára, Toldy Ferencet váltva a poszton.
Betegségeit a wildbadi fürdőben próbálta kúrálni, ám nem lett jobban, hazafelé jövet Salzburgban halt meg 1864. július 17-én. Családja július 20-án hazahozta, július 22-én nagy dísszel temették el Pesten. Eötvös József emlékezett meg róla beszédében a Magyar Tudományos Akadémiában, 1865. december 11-én.

## Munkássága

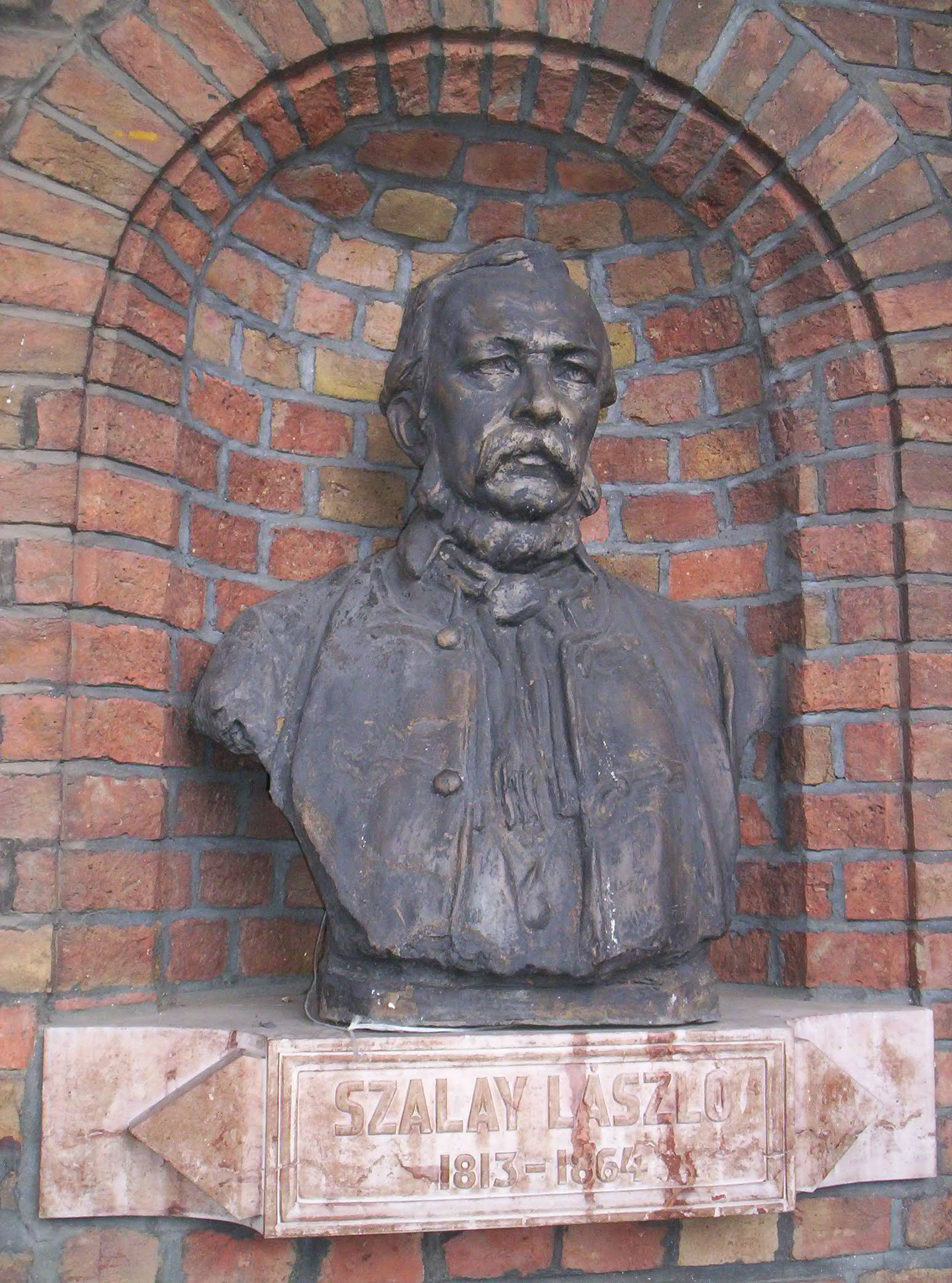
Szalay László szobra Szegeden. Bory Jenő alkotása (1930)

Költőként indult. Ifjúkori munkái a Muzárionban, a Tudományos Gyűjteményben, zsebkönyvekben (Uránia, Auróra, Nefelejts) jelentek meg. 17 évesen bírálatot írt a Muzárion III. és IV. kötetéről, verseinek zömét Bimbók (1831) címmel jelentette meg egy füzetben. Prózai próbálkozásai közé tartozik az 1832-ben megjelent Alphonse levelei (1832) Werther-utánzat és a Fridrik és Katt (1833, novella).
Később publicisztikákat és jogi tanulmányokat írt. 1837-ben alapította az első magyar időszakos jogi kiadványt Themis címmel, melyet nagyrészt ő maga írt; ez általános érdektelenség miatt 1839-ben a harmadik füzettel meg is szűnt. A Közhasznú Esmeretek Tárába jog- és államtudományi szócikkeket adott. Az Athenaeumban és társlapjában, a Figyelmezőben jelentek meg saját és általa fordított cikkei, kritikái. A Pesti Hírlapban közölt törvénytudományi és vitaindító cikkei más publicisták munkáival összegyűjtve 1847-ben, Publicistai dolgozatok cím alatt, két kötetben jelentek meg. 1840-41-ben Eötvös Józseffel, Lukács Móriccal és Trefort Ágostonnal együtt adták ki a Budapesti Szemlét, melyben a kodifikációról írt nagy tanulmánya is megjelent, a folyóirat azonban már a második kötetnél elakadt.
Státusférfiak és szónokok könyve (1846) c. munkájában (1846) a francia és az angol parlament eszményképeit, Charles James Foxot, William Pittet, Adolphe Thiers-t, Daniel O’Connellt, François Guizot-t mutatja be, a polgári liberális eszmevilág, a képviseleti rendszer népszerűsítésének szándékával.
Történetírásában Leopold von Rankét követte; törekedett az eredeti forrásokhoz való visszanyúlásra, gondosság és óvatosság jellemzi műveit, a megbízhatóságot nem áldozta fel az érdekesség kedvéért. Stílusában egyszerűségre törekvő, mégis magával ragadó.
Svájci emigrációja alatt, 1851-1854 között írja meg a nagyobb történelmi fordulópontok mentén 27 könyvre tagolt Magyarország története c. munkáját. Megkülönböztetett figyelemmel kíséri benne a törvényhozó hatalom formálódását, az intézmények és a jog fejlődését, ám elhanyagolja a gazdaságtörténetet és a kulturális fejlődést.
Magyar történeti forrásmunkákat jelentetett meg: kiadta Verancsics Antal összes munkáit (I-XII., Pest, 1857-75, a végét Wenzel Gusztáv), Bethlen Miklós Önéletírását (Magyar Történelmi Emlékek, II-III., 1858-60) Kemény Jánosét (1865) és Károlyi Sándorét (I-II., 1865).
Leveleit Szalay Gábor rendezte sajtó alá (Budapest, 1913).

### Fő művei
- A büntető eljárásról különös tekintettel az esküttszékekre (Pest, 1841)
- Státusférfiak és szónokok könyve (Pest, 1846, 1850, az MTA nagyjutalmát kapta 1847-ben)
- Diplomatische Aktenstücke zur Beleuchtung der ungarischen Gesandtschaft in Deutschland (Zürich, 1849)
- Lettres sur la Hongrie (Zürich, 1849)
- Magyarország története (I-IV., Lipcse; 1852-1854. Az MTA nagyjutalmát kapta 1855-ben, V-VI., Pest, 1857-1859, az MTA nagyjutalmát kapta 1861-ben. Második kiadás, Pest, 1859-1866)
- I. Erdély és a porta, 1567- 1578 (Pest, 1860)
- A horvát kérdéshez (Pest, 1861)
- Fiume a magyar országgyűlésen (Pest, 1861)
- II. Rákóczi Ferenc bujdosása (Pest, 1864)
- Államférfiak és szónokok könyve (Pest, 1864)
- Galántai gr. Esterházy Miklós, Magyarország nádora, 1582-1626. (I-III., Pest, 1863-1870 névtelenül).
- Geschichte Ungarns (Pest, 1866-69)
- Mirabeau (Budapest, 1881)

### Összes művei
Szinnyei József: Magyar írók élete és munkái XIII. (Steiner–Télfy). Budapest: Hornyánszky. 1909.   alapján.

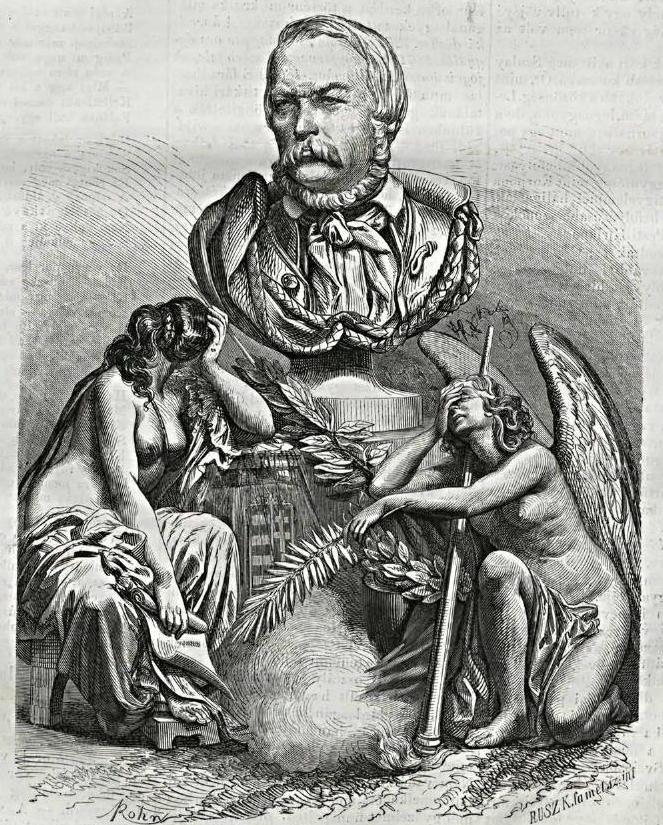
Szalay László halálának emlékére készült illusztráció a Vasárnapi Ujságban

- Észrevételek a Muzarion III. és IV. kötetéről (Pest, 1830)
- Bimbók (Pest, 1831, 1832)
- Alphonse levelei. (1832)
- Ezer egy éjszaka. 12. füzet ford. Pest, 1833.
- Fridrik és Katt. (novella, Pest, 1833)
- Kesseleőkeői Majthényi Sándor emléke (napló, Buda, 1836)
- Themis. Értekezések a jog körében. 1. füzet. (Pest, 1837) 3. füzet (Pest, 1839)
- Municipális igazgatás a' római birodalomban. Guizot után. 1-3. Tudománytár. Értekezések 6(ú.f. 3)., 1839-1840. 188-199, 302-313.
- A büntetőeljárásról, különös tekintettel az esküttszékekre (Pest, 1841)
- Státusférfiak és szónokok könyve (Pest, 1848). Uj folyamat (Pest, 1850) (2. kiadás. Pest, 1864-65. Két kötet).
- Publicistikai dolgozatok (Pest, 1847) Két kötet. (I. 1839-44., II. 1844-47.)
- Diplomatische Aktenstücke zur Beleuchtung der ungarischen Gesandtschaft in Deutschland (Zürich, 1849)
- Lettres sur la Hongrie. I-III. (Zürich, 1849)
- Marcus Tullius Cicero A kötelességekről. Magyarul Szalay László által. Pest, 1857. Online [Szinnyei nem említi]
- A tatárjárás Magyarországon (Pest, 1856). (Vasárnapi Könyvtár I. 2.)
- Adalékok a magyar nemzet történetéhez a XVI. században (Pest, 1859) (2. kiadás. Pest, 1861)
- A magyar történelemhez. Erdély és a porta 1567-1578 (Pest, 1860 és 1862) (Ism. M. Sajtó 1862. 158., 159. szám).
- A magyarországi szerb telepek jogviszonya az államhoz (Pest, 1861)
- Fiume a magyar országgyűlésen (Pest, 1861) (2. kiadás Pest, 1866)
- Beszéde a képviselőházban 1861 máj. 26. (Pest, 1861) (Tisza Kálmán beszédével).
- Beszéde a képviselőházban 1861 máj. 17. (Pest, 1861) (a Magyarország 116. számához. Bartal György beszédével).
- A horvát kérdéshez (Pest, 1861)
- Das Rechtverhältniss der serbischen Niederlassungen zum Staate in den Ländern der Ungarischen Krone (Lipcse és Pest, 1862)
- Zur Ungarisch-Kroatischen Frage (Lipcse és Pest, 1863)
- II. Rákóczy Ferencz bujdosása I. kötet (Pest, 1863-64)
- Galantai gróf Eszterházy Miklós, Magyarország nádora 1582-1626 (Pest, 1863., 1866., 1870.) Három kötet. (Szerk. névtelenül).

Kiadta a M. Történelmi Emlékek I-V. kötetét (1856-65.)
Levelei megjelentek:
- Szalay Gábor: Szalay László levelei. Franklin-Társulat Magyar Irod. Intézet és Könyvnyomda, Budapest (1913)
- a Figyelőben (I. 1876. Ujváry Mihályhoz, Pest, 1828. nov. 28; XXI. Kazinczy Gáborhoz I-V. Pest, 1858-63.)
- a Hazánkban (II. 1884. Szemere Bertalanhoz, Sion, Canton du Valois, 1853. decz. 12.)
- az Irodalomtörténeti Közleményekben (1893. Fábián Gáborhoz, Pest, 1864. jún. 16., 1907. német levele dátum nélkül, latin, Pest, 1839. szept. 30.)
- Szalay és báró Eötvös József levelezése kora ifjúságuktól késő korukig kéziratban maradt (A Hon 1879. 278. sz.).

## Ajánlott irodalom

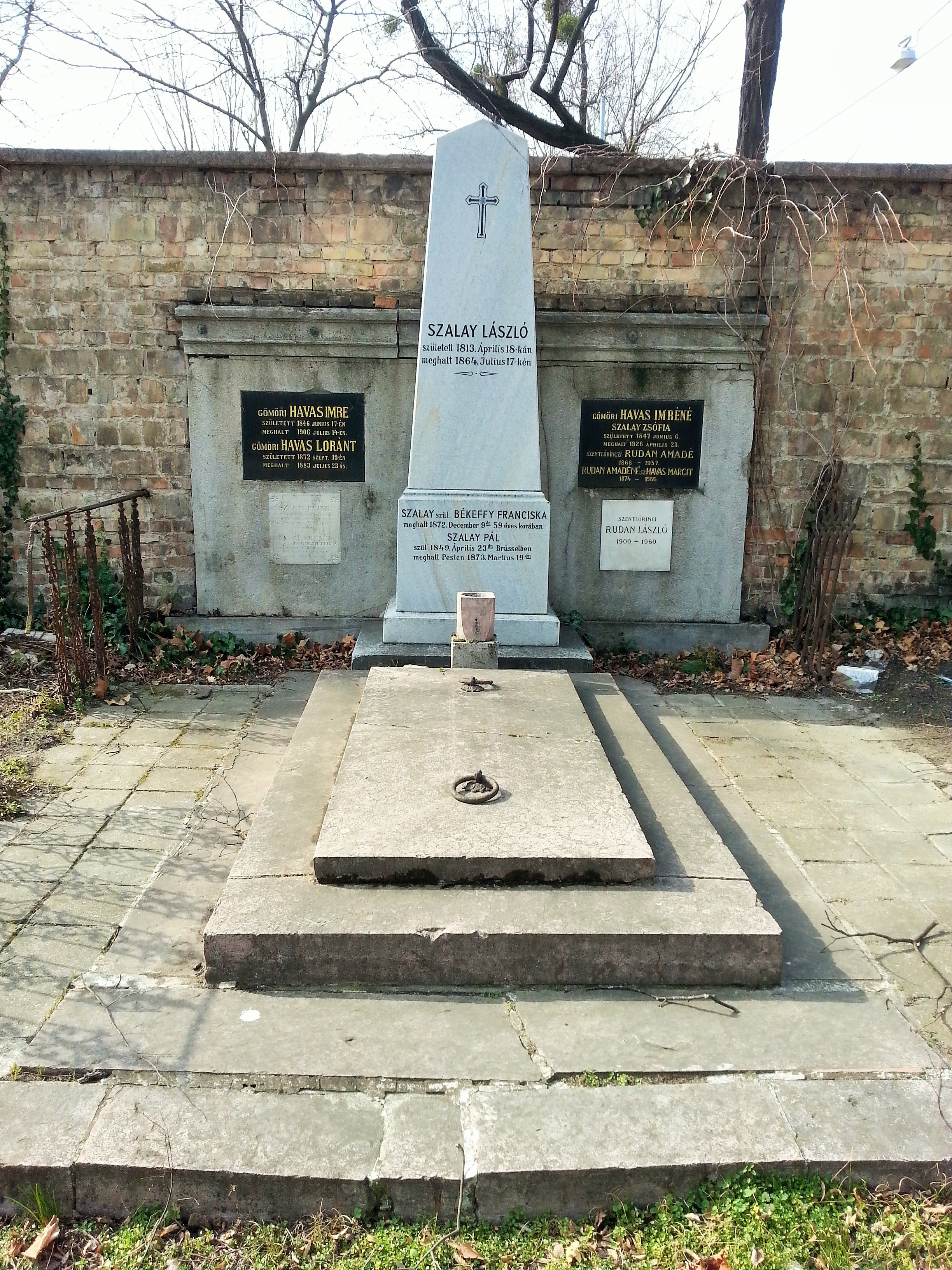
Szalay László síremléke (Fiumei úti sírkert, falsírboltok, jobb 134)

- Eötvös Loránd: Szalay László (MTA Emlékbeszédek, XVI.)
- Szalay Gábor: Szalay Lászlóról (Budapesti Szemle, 1913)
- Angyal Dávid: Szalay László (Budapesti Szemle, 1914)
- Beksics Gusztáv: A magyar doctrinairek (Budapest, 1882)
- Szabó Imre: A burzsoá állam- és jogbölcselet (Budapest, 1955)
- Nagy Lajos: Szalay László és a magyar büntető eljárásjog (Állam és Jogtudumány 1964. 4. szám)
- Pamlényi Ervin: Szalay László Magyarország története (MTA Társadalomtört. Tud. Oszt. Közl. 1964. 1-a. sz.)
- Nizsalovszky Endre: Szalay László kodifikációs külföldi kapcsolatai és a sioni epizód (Állam és Jogtud. 1964. 2. sz.).

## Emlékezete

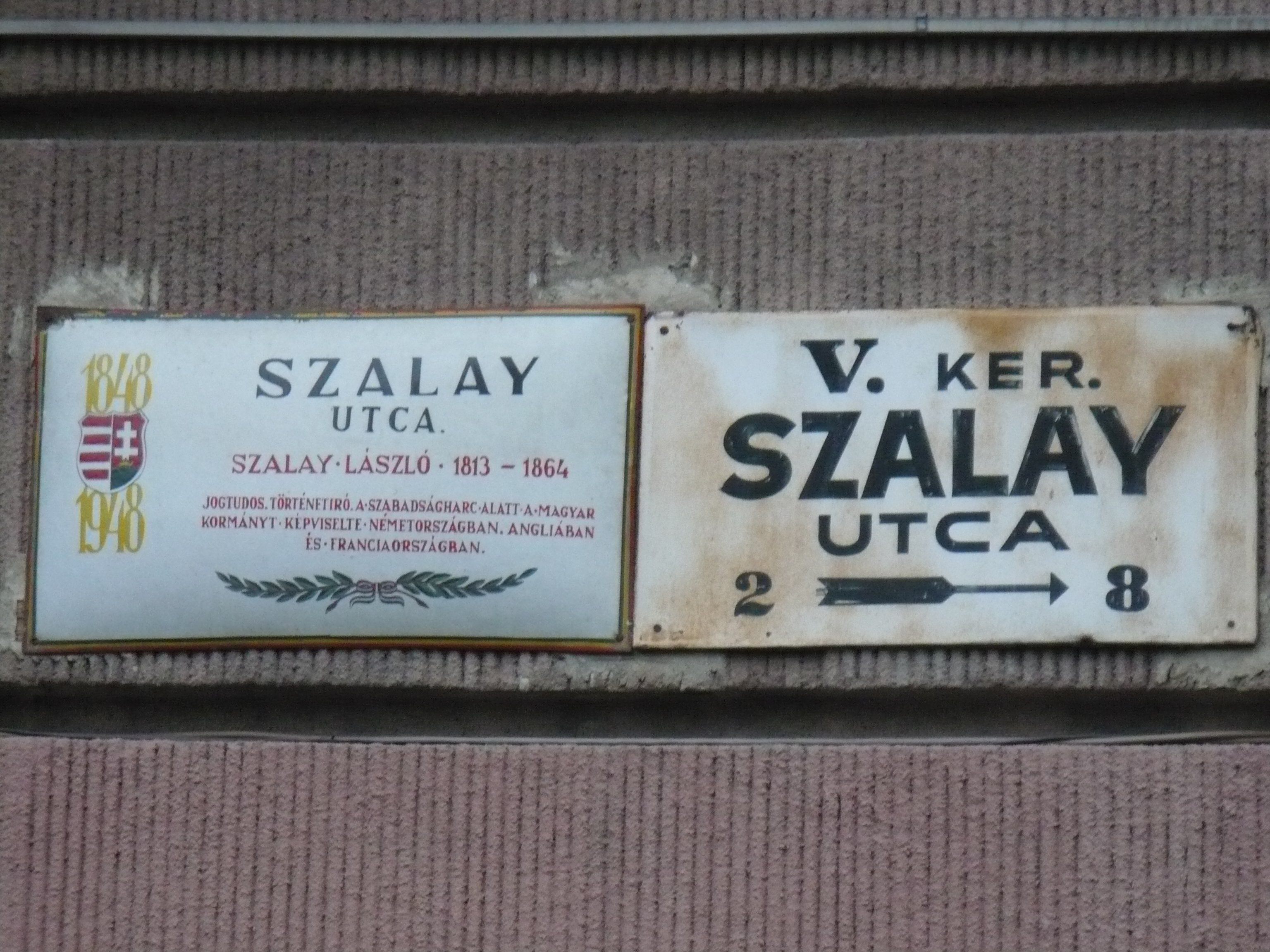
Emléktáblája a róla elnevezett utcában, Budapesten, V. kerület, Szalay utca 2.

- Budapest V. kerületében utca és emléktábla őrzi nevét.
- Nevét viseli a Szalay László Kör, jogászokból álló független társaság.